# Diana Bacosi
Diana Bacosi (ur. 13 lipca 1983 w Città della Pieve) – włoska strzelczyni sportowa, złota medalistka olimpijska z Rio de Janeiro, srebrna medalistka olimpijska z Tokio.
Specjalizuje się w konkurencji skeet. Zawody w 2016 roku były jej olimpijskim debiutem. Zwyciężyła, wyprzedzając rodaczkę Chiarę Cainero i Amerykankę Kim Rhode. Indywidualnie ma w dorobku srebro igrzysk europejskich w 2015 roku oraz miejsca na podium zawodów Pucharu Świata. W drużynie jest wielokrotną medalistką mistrzostw świata i Europy.
W 2021 roku, na rozgrywanych w Tokio letnich igrzyskach olimpijskich, wywalczyła srebrny medal w skeecie.

## Igrzyska olimpijskie
| Igrzyska | Miejscowość    | Konkurencja | Kwalifikacje | Kwalifikacje | Półfinał | Półfinał | Finał | Finał   |
| Igrzyska | Miejscowość    | Konkurencja | Wynik        | Pozycja      | Wynik    | Pozycja  | Wynik | Pozycja |
| -------- | -------------- | ----------- | ------------ | ------------ | -------- | -------- | ----- | ------- |
| IO 2016  | Rio de Janeiro | Skeet       | 72           | 3. Q         | 15       | 2. Q     | 15    | złoto   |
| IO 2020  | Tokio          | Skeet       | 123          | 2. Q         | N/A      | N/A      | 55    | srebro  |